# 袋鼠島鴯鶓
袋鼠島鴯鶓（Dromaius baudinianus）是一種已滅絕的鴯鶓。牠們只生活在南澳州袋鼠島，較澳洲大陸上的鴯鶓細小。牠們約於1827年滅絕。

## 歷史
袋鼠島鴯鶓是於1802年由馬修·福林達斯（Matthew Flinders）所發現，出沒於尼匹彥灣。牠們第一塊骨頭是於1903年在甘西奧米角西部的砂丘上發現。但是由於當時將袋鼠島鴯鶓與塔斯曼尼亞的王島鴯鶓混淆在一起，要到1984年才有正式的學名。
有關袋鼠島鴯鶓的資料是來自歷史記載及一些骨頭。在瑞士日內瓦的博物館內存放了一個袋鼠島鴯鶓毛皮的標本，但卻有可能是屬於一隻大陸的雛生鴯鶓。
袋鼠島鴯鶓的滅絕可能是因獵殺或因燒林而失去棲息地所致。

## 外部連結
- Australian Government's Department of Environment and Heritage websiteArchive.today的存檔，存档日期2012-11-27
- The Extinction Website